# Bugatti Type 35
Bugatti Type 35 – samochód wyścigowy zaprojektowany przez Ettore Bugatti produkowany przez francuskie przedsiębiorstwo motoryzacyjne Bugatti w latach 1924-1930.  

## Dane techniczne Bugatti Type 35

### Silnik
- S8 2262 cm³[1]
- Układ zasilania: b.d.
- Średnica cylindra × skok tłoka: b.d.
- Stopień sprężania: b.d.
- Moc maksymalna: 130 KM (97 kW)[1]
- Maksymalny moment obrotowy: b.d.

## Galeria

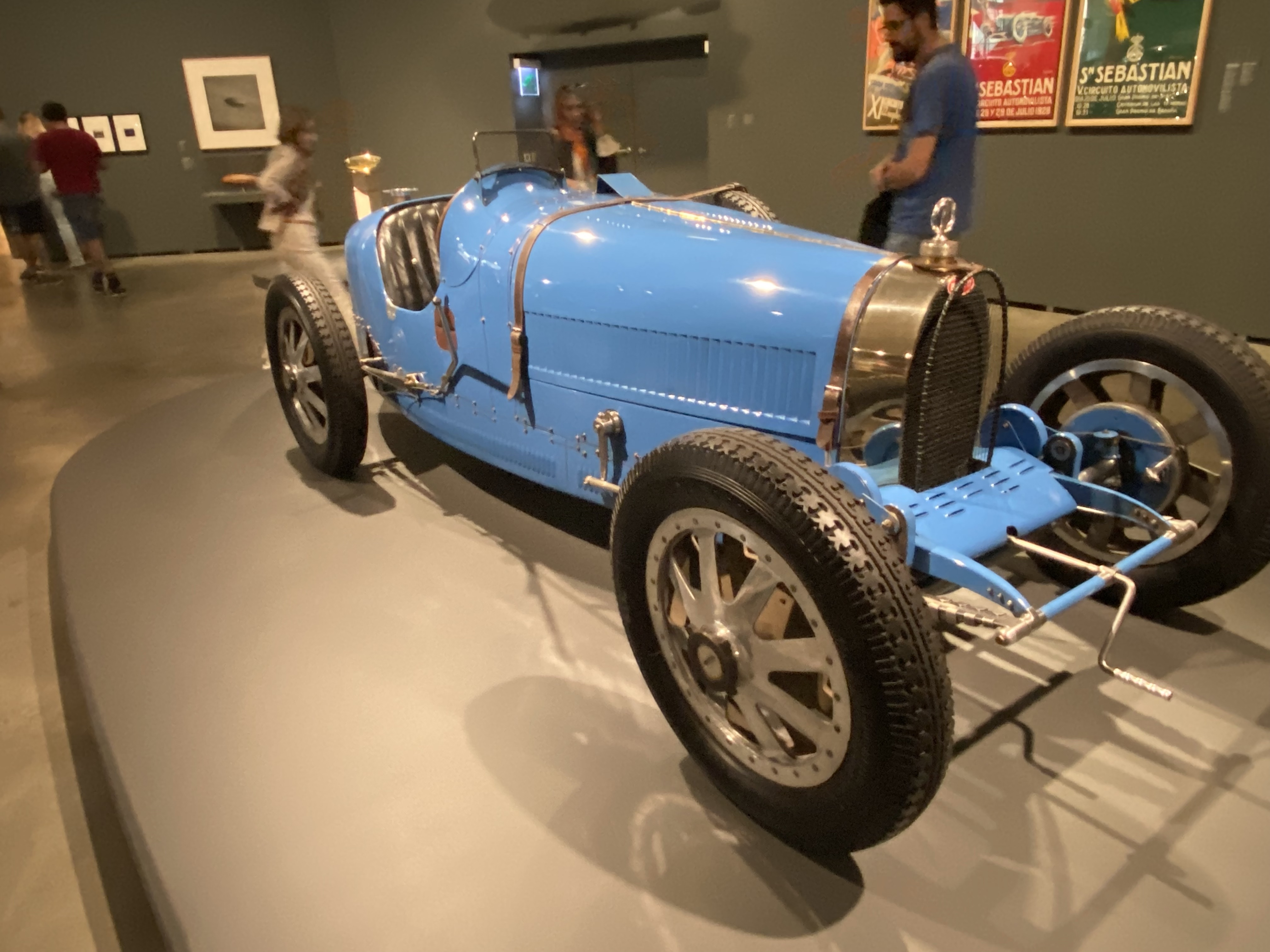
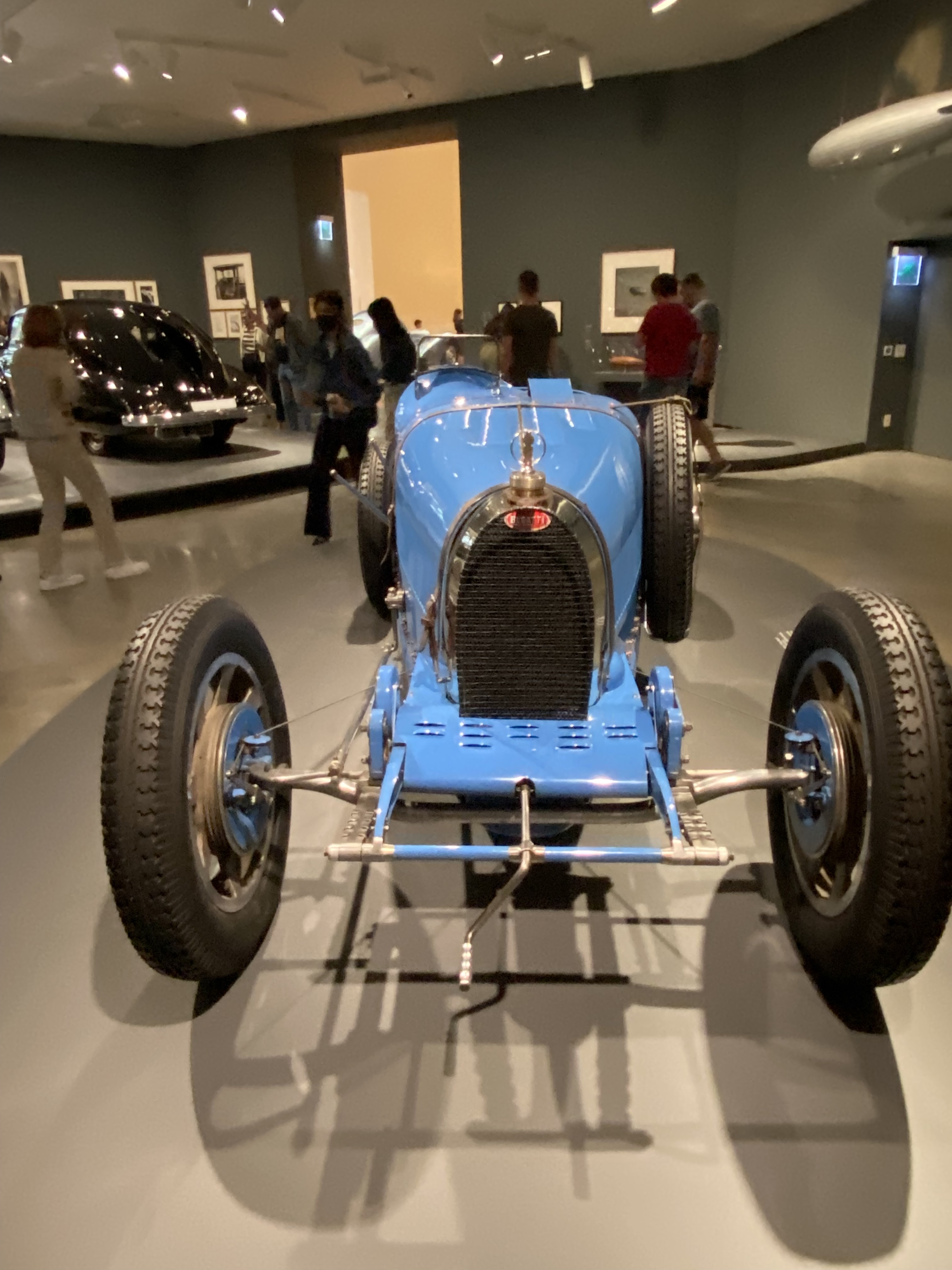
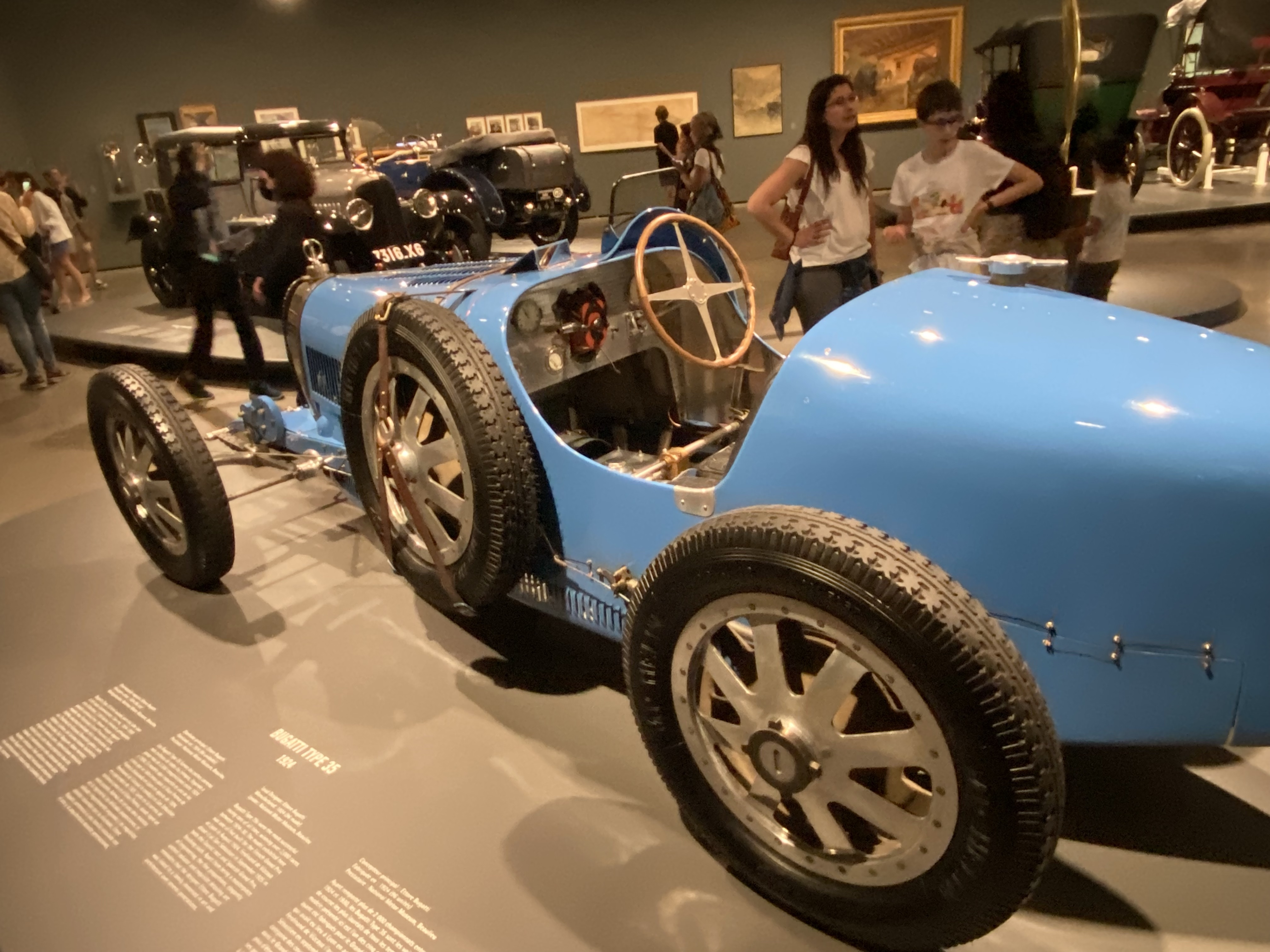
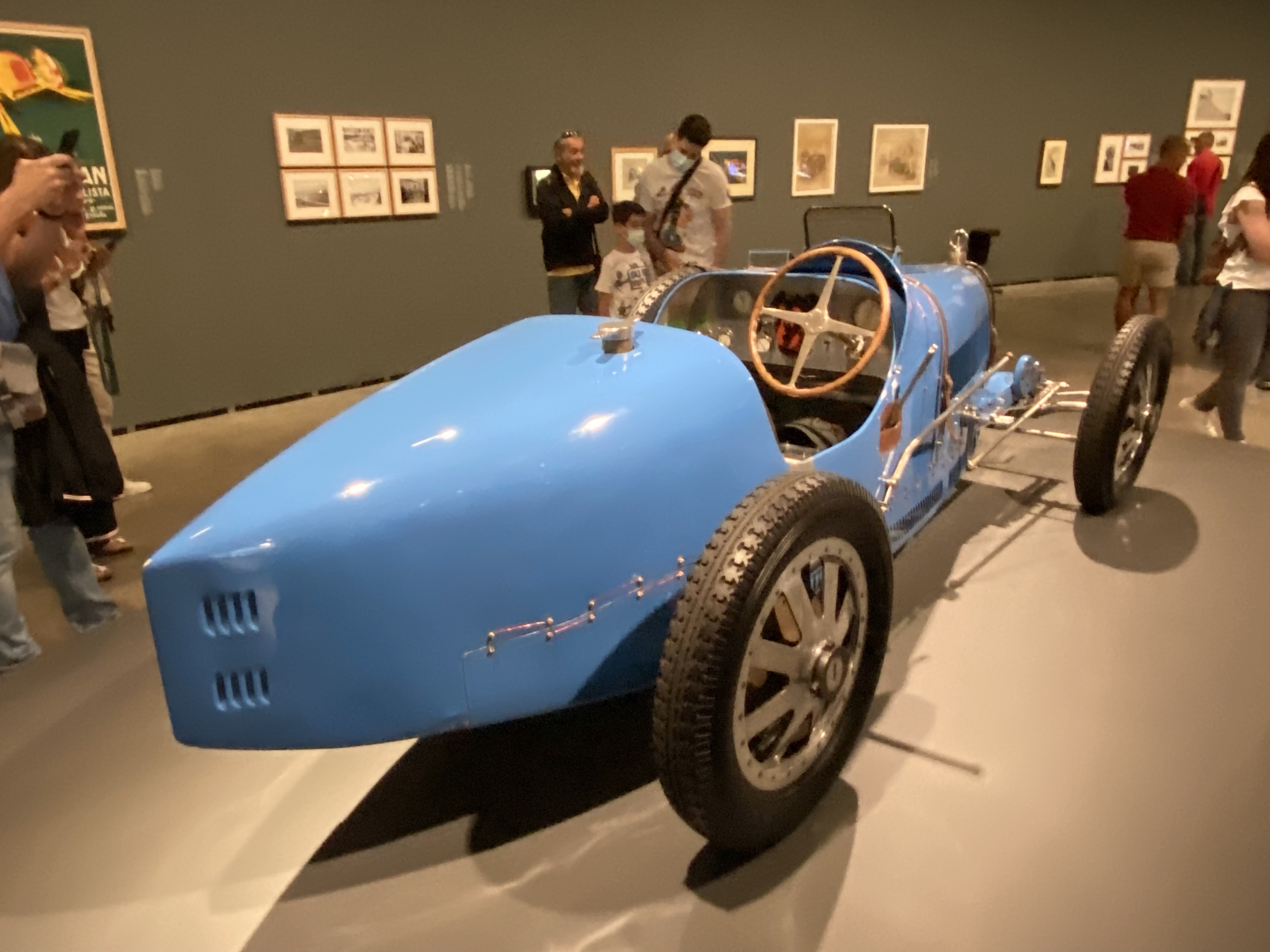
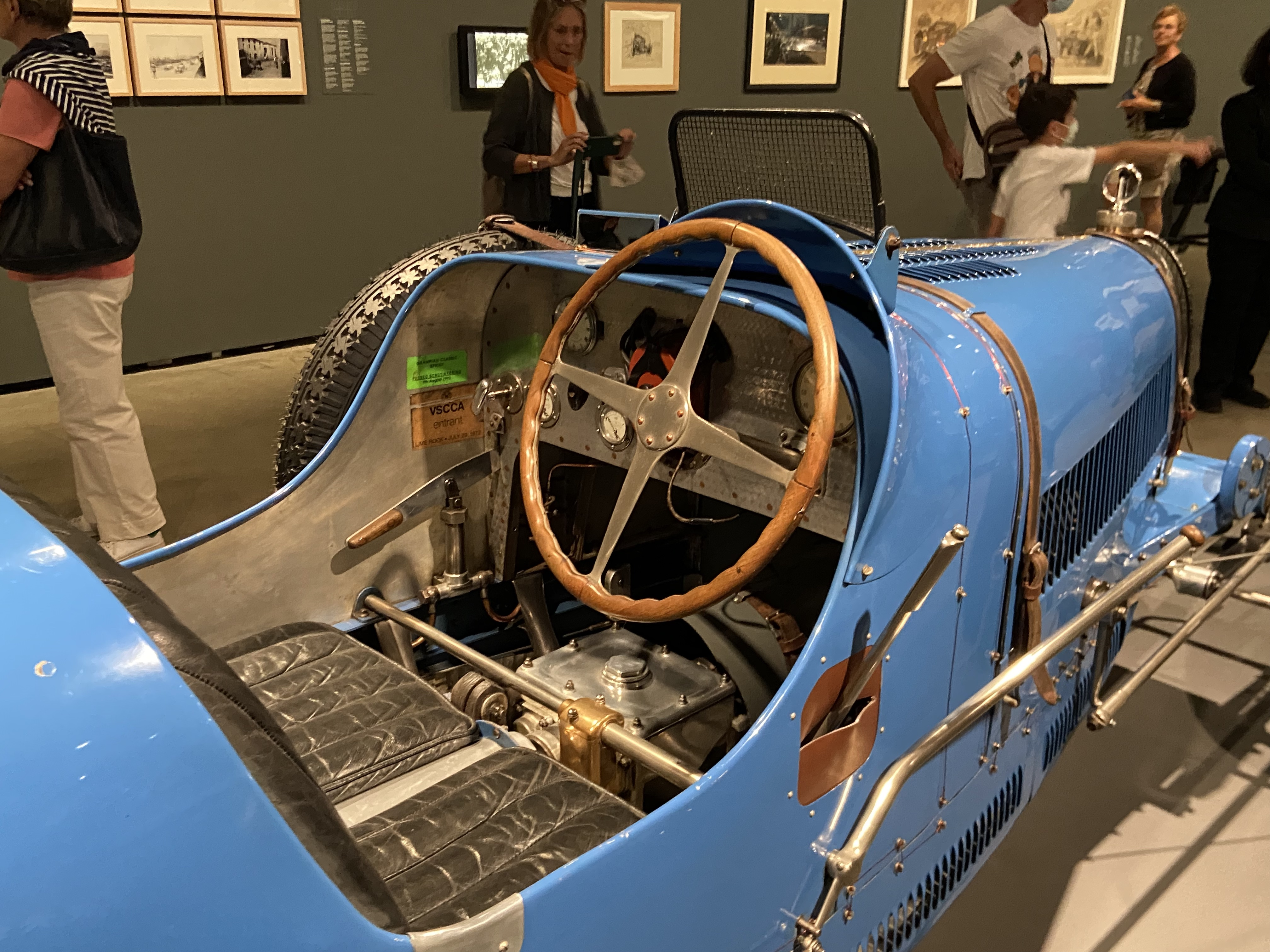

### Osiągi
- Przyspieszenie 0–80 km/h: b.d.
- Przyspieszenie 0–96 km/h: 6 sek.[1]
- Prędkość maksymalna: 201 km/h[1]